# Imre Bereknyei
Imre Bereknyei (* 9. Mai 1955 in Budapest) ist ein ungarischer Badmintonspieler, der später in Kanada wirkte. 

## Karriere
Imre Bereknyei war in Ungarn fünf Mal bei den Juniorenmeisterschaften erfolgreich, bevor er sich 1976 erstmals bei den Erwachsenen durchsetzen konnte. Von 1977 bis 1979 erkämpfte er sich vier weitere Titel bei den Einzelmeisterschaften. Im späteren Verlauf seiner Karriere wechselte er nach Kanada und war dort unter anderem bei den Canadian Masters sowie bei den Boston Masters erfolgreich.

## Sportliche Erfolge
| Saison | Veranstaltung                              | Disziplin    | Platz | Name                           |
| ------ | ------------------------------------------ | ------------ | ----- | ------------------------------ |
| 1971   | Ungarn: Einzelmeisterschaften der Junioren | Herrendoppel | 1     | Imre Bereknyei / József Papp   |
| 1972   | Ungarn: Einzelmeisterschaften der Junioren | Herrendoppel | 1     | Imre Bereknyei / Jozsef Papp   |
| 1973   | Ungarn: Einzelmeisterschaften der Junioren | Mixed        | 1     | Imre Bereknyei / Zsuzsa Gláser |
| 1973   | Ungarn: Einzelmeisterschaften der Junioren | Herreneinzel | 1     | Imre Bereknyei                 |
| 1973   | Ungarn: Einzelmeisterschaften der Junioren | Herrendoppel | 1     | Imre Bereknyei / Jozsef Papp   |
| 1976   | Ungarn: Einzelmeisterschaften              | Herreneinzel | 1     | Imre Bereknyei                 |
| 1977   | Ungarn: Einzelmeisterschaften              | Herreneinzel | 1     | Imre Bereknyei                 |
| 1978   | Ungarn: Einzelmeisterschaften              | Herreneinzel | 1     | Imre Bereknyei                 |
| 1979   | Ungarn: Einzelmeisterschaften              | Herreneinzel | 1     | Imre Bereknyei                 |
| 1979   | Ungarn: Einzelmeisterschaften              | Herrendoppel | 1     | Imre Bereknyei / Ferenc Rolek  |
| 2001   | Kanada: Masters 45 plus                    | Herrendoppel | 1     | S. Jonatan / I. Bereknyei      |
| 2002   | Kanada: Masters 45 plus                    | Mixed        | 1     | I. Bereknyei / M. Fagan        |
| 2002   | Kanada: Masters 45 plus                    | Herreneinzel | 1     | I. Bereknyei                   |

## Referenzen
- Ki kicsoda a magyar sportéletben? Band 1 (A–H). Szekszárd, Babits Kiadó, 1994. ISBN 963-7806-90-3

| Personendaten    | Personendaten                |
| ---------------- | ---------------------------- |
| NAME             | Bereknyei, Imre              |
| KURZBESCHREIBUNG | ungarischer Badmintonspieler |
| GEBURTSDATUM     | 9. Mai 1955                  |
| GEBURTSORT       | Budapest                     |